# Narita (album)
Narita è il secondo album in studio del gruppo heavy metal statunitense Riot, pubblicato il 5 ottobre 1979 per l'etichetta discografica Capitol Records.

## Il disco
Primo disco dei Riot pubblicato per una major (la Capitol Records), vede in formazione l'entrata del chitarrista Rick Ventura, reclutato in sostituzione di Lou A. Kouvaris. Lo stesso Ventura avrà modo di contribuire anche a livello compositivo, firmando con Mark Reale e Guy Speranza (autori di tutte le tracce) il primo brano del disco.
L'album vede una maturazione generale rispetto al precedente Rock City, sia in fatto di produzione (meno grezza dell'esordio) che come qualità generale, proponendo inoltre la prima traccia strumentale della band, la title track "Narita".
Il titolo dell'album deriva infine dall'omonima città giapponese, dove proprio in quel periodo vi furono degli scontri dovuti alla costruzione dell'aeroporto su un territorio considerato sacro; da qui la copertina del disco, con la mascotte Johnny in piedi su un suolo coperto di teschi e con alle spalle un aereo in procinto di atterrare/decollare.
Il disco è stato ripubblicato in CD nel 2005 (anche se in Giappone è stata pubblicata una versione rimasterizzata, attualmente fuori catalogo, da parte della CBS/Sony) dall'etichetta discografica britannica Rock Candy.

## Tracce
Tutti i brani sono stati composti da Mark Reale e Guy Speranza, eccetto dove indicato.
1. Waiting for the Taking (Speranza, Reale, Ventura) - 5:01
2. 49er - 4:36
3. Kick Down the Wall - 4:32
4. Born to Be Wild (Bonfire) - 2:47
5. Narita - 4:38
6. Here We Come Again - 5:58
7. Do It Up - 3:44
8. Hot for Love - 5:00
9. White Rock - 2:33
10. Road Racin'   - 4:32

## Formazione
- Guy Speranza - voce
- Mark Reale - chitarra
- Rick Ventura - chitarra
- Jimmy Iommi - basso
- Peter Bitelli - batteria